# Groupe PSA
Groupe PSA, noto semplicemente come PSA (noto legalmente come Peugeot S.A.), è stato un gruppo industriale francese attivo nella produzione di autoveicoli e motoveicoli a cui appartenevano i marchi automobilistici Peugeot, Citroën, DS Automobiles, Opel e Vauxhall Motors, ad oggi parte del gruppo Stellantis.
È membro dell'Istituto europeo per le norme di telecomunicazione (ETSI).

## Profilo

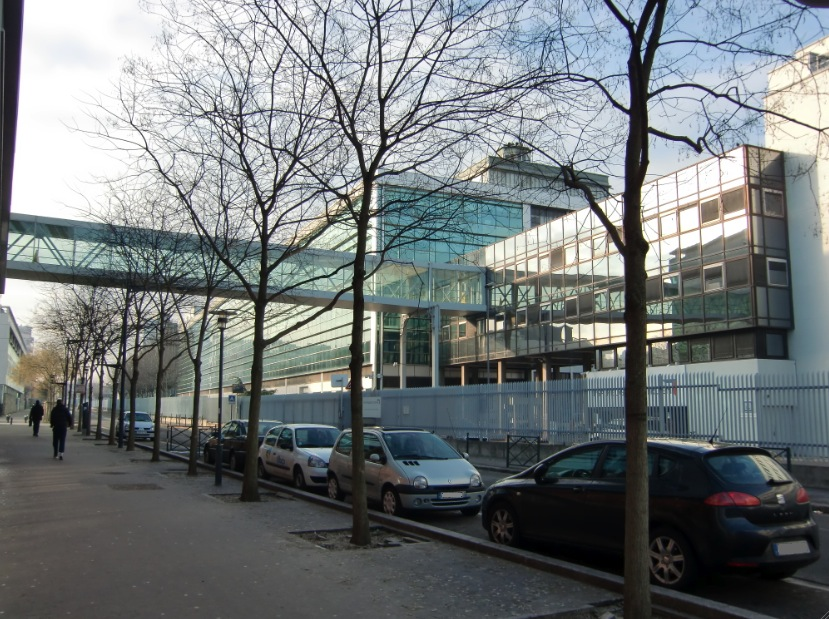
Centre de recherche PSA a La Garenne-Colombes

Il gruppo era nato dalla fusione di Peugeot SA con Citroën SA. Nel 1974 Peugeot SA acquisì il 38,2% di Citroën e nel 1976, ormai sull'orlo della bancarotta, si fuse con la società della famiglia Michelin incrementando la partecipazione all'89,95%. Nacque così PSA (sigla di Peugeot Société Anonyme), in seguito modificato in PSA Peugeot Citroën e successivamente in Gruppo PSA.
Il nuovo gruppo ebbe un buon periodo finanziario dal 1976 al 1979, quando Citroën mise sul mercato due modelli di successo, la GS e la CX, mentre Peugeot si dimostrava particolarmente prudente nelle sue spese. PSA acquisì in pochi anni anche gli stabilimenti di Chrysler Europe, ampliando le capacità di produzione ma portando anche oneri finanziari e perdite a bilancio, soprattutto nel periodo 1980-1985. Con questa acquisizione il gruppo comprò anche il marchio SIMCA, e in seguito al cambio di nome della Chrysler Europe in Talbot nel 1979, per sette anni sul mercato apparvero alcuni modelli dalla comune origine marchiati in tre modi diversi. Nel 1986 il marchio Talbot cessò di esistere sul mercato e la produzione proseguì con i due soli marchi Peugeot e Citroën. I due marchi mantennero separate le reti di vendita e di assistenza, ma beneficiarono delle stesse piattaforme produttive e delle stesse tecnologie, nonché delle stesse reti di distribuzione delle vetture e dei pezzi di ricambio.
PSA aveva un accordo di collaborazione con Fiat SpA, tramite la società Sevel (Société Européenne de Véhicules Légers SpA - Società Europea Veicoli Leggeri SpA), posseduta al 50% da Fiat, al 25% da Automobiles Peugeot e al 25% da Automobiles Citroën. Due stabilimenti (Sevel-Sud in Italia, a Atessa, e Sevel Nord, in Francia, a Valenciennes) sono stati adibiti alla costruzione di tre categorie di veicoli, commerciali leggeri (come il Peugeot Expert o il Fiat Scudo), monovolume (il quartetto Fiat Ulysse/Lancia Phedra/Peugeot 807/Citroën C8), costruiti nello stabilimento di Valenciennes, e veicoli commerciali come i Fiat Ducato, Citroën Jumper, Peugeot Boxer, costruiti nello stabilimento di Atessa.
Un altro accordo è stato stipulato tra PSA e Toyota per lo sviluppo e la costruzione di superutilitarie in un impianto di nuova costruzione, in Repubblica Ceca. La società che governa lo stabilimento, la TPCA (Toyota Peugeot Citroën Automobile) è a capo della costruzione delle gemelle Citroën C1, Peugeot 108 (prima Peugeot 107) e Toyota Aygo. Un'ulteriore joint-venture esiste tra PSA e BMW, soprattutto a livello di meccanica.
Il marketing della società si era impegnato nell'espansione dei propri prodotti all'interno di diversi Paesi in via di recente e rapido sviluppo. Questo portò a ingenti investimenti e accordi in Sud America, Iran (Iran Khodro) e Cina (Dongfeng Peugeot-Citroën Automobile). PSA possedeva anche la società di logistica e trasporti Gefco, e nel Regno Unito operava anche attraverso la società di accessori per auto Motaquip.
Nel 1997 l'amministratore delegato di PSA era Jean-Martin Folz; in questo periodo vi fu un'altra collaborazione con Fiat e il gruppo turco Tofaş per la realizzazione di un nuovo veicolo multispazio, poi commercializzato come Peugeot Bipper, Citroën Nemo e Fiat Qubo. Nel 2007 Folz fu sostituito da Christian Streiff, proveniente dalla Airbus, alla guida del gruppo fino al 2009, quando il consiglio di amministrazione dell'azienda lo solleva dall'incarico a favore di Philippe Varin. Il 29 febbraio 2012 PSA siglò un'alleanza col gruppo statunitense General Motors per lo sviluppo e la condivisione di piattaforme, componenti e altre tecnologie. Nell'occasione GM acquisì il 7% del pacchetto azionario del gruppo francese.
Nel 2014, colpito gravemente dalla crisi del 2008, il gruppo PSA dovette far entrare nel capitale azionario lo stato francese e la Dongfeng Motor Corporation. Lo stesso anno Carlos Tavares fu nominato presidente del gruppo. Nel 2016 PSA Peugeot Citroën cambiò nome e diventa Groupe PSA. Il 6 marzo 2017 PSA acquisì Opel e Vauxhall Motors dalla General Motors per 1,3 miliardi di euro, con un'operazione dal costo totale di 2,2 miliardi. Il gruppo divenne così il secondo costruttore auto in Europa dietro Volkswagen.

### L'accordo di fusione con FCA
Il 31 ottobre 2019 i consigli di amministrazione di Groupe PSA e di FCA annunciarono il via libera alla "fusione tra eguali" da 50 miliardi di dollari. Il nuovo gruppo, quotato a New York, Milano e Parigi, con la sede fiscale e legale ad Amsterdam, designa Carlos Tavares come amministratore delegato e John Elkann come presidente, affiancati da cinque consiglieri per PSA (più Tavares) e cinque consiglieri per FCA. Il governo francese, che aveva ostacolato l'avvicinamento tra FCA e Renault nel corso del 2019, in questo caso data la sua quota di minoranza e perciò ininfluente non ha potuto opporsi alla fusione.
Il 18 dicembre 2019 l'annuncio ufficiale: le due società sono d'accordo sulla fusione per dare vita al quarto costruttore automobilistico al mondo con 8,7 milioni di veicoli e ricavi complessivi di 170 miliardi di euro. Il nome non fu annunciato subito. L'accordo prevedeva che nel consiglio di amministrazione due posti fossero riservati ai rappresentanti dei lavoratori di FCA e PSA. La quota della società cinese Dongfeng sarebbe scesa al 4,5%. Prima del closing FCA avrebbe distribuito ai propri azionisti un dividendo speciale di 5,5 miliardi di euro mentre PSA avrebbe distribuito ai propri azionisti la quota del 46% detenuta dalla società componentistica Faurecia.
Nel 2020 FCA e PSA avrebbero inoltre distribuito un dividendo ordinario di 1,1 miliardi di euro relativo all'esercizio 2019. Al closing gli azionisti PSA ricevono 1,742 azioni della nuova società per ogni azione PSA detenuta, gli azionisti FCA avranno un'azione della nuova società per ogni azione FCA detenuta. Una volta perfezionata l'operazione, FCA si separa dalla partecipazione tenuta in Comau a beneficio degli azionisti del nuovo gruppo.

### Stellantis
Il 15 luglio 2020 è stato ufficializzato che il nome del nuovo gruppo nato dalla fusione dei due colossi sarebbe stato Stellantis.
A metà settembre del 2020 Fca e Psa rivedono i termini dell'accordo a causa dell'emergenza COVID-19. In particolare viene ridotta di 2,6 miliardi la parte in contanti del maxi-dividendo, il resto in azioni Faurecia, il gruppo di componentistica auto controllato dai francesi, distribuito a tutti gli azionisti di Stellantis a fusione avvenuta.
Alla fine di settembre Fca e Psa hanno annunciato la composizione del nuovo board di Stellantis: presidente John Elkann, vicepresidente Robert Peugeot, amministratore delegato Carlos Tavares. Amministratori: Henri de Castries, Andrea Agnelli, Fiona Clare Cicconi, Nicolas Dufourcq, Ann Frances Godbehere, Wang Ling Martello, Jacques de Saint-Exupéry, Kevin Scott.
Il 21 dicembre 2020 la UE approva la fusione tra le due società.
La nuova società è operativa dal 16 gennaio 2021.

## Azionariato
Al 27 ottobre 2019
- Famiglia Peugeot (12,2%)
- Dongfeng Motor Corporation (12,2%)
- Stato francese (12,2%)
- Dipendenti (1,86%)
- Azioni proprie (1,25%)

## Famiglia Peugeot
Il Gruppo PSA è diventato di proprietà paritaria tra la famiglia Peugeot, lo stato francese e la Dongfeng Motor Corporation a seguito della crisi del settore automobilistico avvenuta a partire dal 2008. La holding di famiglia è Etablissements Peugeot Frères, partecipata dai rami principali della famiglia, che controlla il 75% di Foncière, Financière et de Participations (FFP). FFP, creata dalla famiglia nel 1929 e quotata in borsa, detiene le principali partecipazioni dei Peugeot tra le quali il Gruppo PSA.

## Politica ambientale
Nell'ambito del suo impegno per la sostenibilità e l'economia circolare, il gruppo PSA ha acquisito nel 2020 B-Parts, una piattaforma specializzata nella vendita di ricambi auto usati. Questa acquisizione fa parte della strategia "3R" del gruppo (riparare, riutilizzare e ricostruire) ed è volta a rafforzare gli sforzi per una maggiore responsabilità ambientale.